# جی‌اف‌ئی
جِی‌اف‌ئی (به ژاپنی: ホールディングス株式会社) شرکت فولاد ژاپنی است، که در زمینه تولید فولاد ضد زنگ و محصولات فولادی، همچنین توسعه املاک و مستغلات، ارائه خدمات مهندسی، کشتی‌سازی و تولید سیم‌های برق فعالیت می‌کند.
زیرمجموعه جی‌اف‌ئی استیل در سال ۲۰۰۲ از ادغام شرکت‌های فولاد کاوازاکی و ان‌کی‌کی تأسیس شد و هم‌اکنون پس از نیپون استیل، دومین تولید کننده فولاد در ژاپن می‌باشد. این شرکت همچنین در رتبه نهم از بزرگترین شرکت‌های فولادسازی جهان قرار دارد.
دفتر مرکزی این شرکت در شهر توکیو، ژاپن مستقر می‌باشد و بخشی از سهام آن در بازار بورس توکیو معامله می‌شود.